# Zdzisław Rutecki
Zdzisław Rutecki (ur. 4 czerwca 1960 w Łąkoszu, zm. 27 kwietnia 2011 w Brzozówce) – polski żużlowiec i trener sportu żużlowego.

## Życiorys
Licencję żużlową zdobył w 1978 roku. Do 1981 r. występował w barwach GKM Grudziądz (do klubu powrócił jeszcze w sezonie 1993), w latach 1982–1992 oraz 1994 – w drużynie Polonii Bydgoszcz, a 1995 r. – w Starcie Gniezno. Jest czterokrotnym medalistą Drużynowych Mistrzostw Polski: złotym (1992), dwukrotnie srebrnym (1986, 1987) oraz brązowym (1990).
W 1985 r. zakwalifikował się do półfinału kontynentalnego Indywidualnych Mistrzostw Świata, rozegranego w Debreczynie (w turnieju tym zajął XIII m.). Wielokrotnie startował w Kryterium Asów Polskich Lig Żużlowych im. Mieczysława Połukarda, najlepszy wynik (VI m.) osiągając w 1987 roku. W 1984 r. zwyciężył w dwóch turniejach o Mistrzostwo Pomorza, rozegranych w Grudziądzu oraz Bydgoszczy, natomiast w 1988 r. zajął III m. (za Dariuszem Stenką i Jarosławem Olszewskim) w turnieju o "Puchar Prezesa GKS Wybrzeże" w Gdańsku.
Po zakończeniu kariery żużlowca był długoletnim trenerem Polonii Bydgoszcz, a od 2009 r. prowadził zespół Orła Łódź.
Zginął w wypadku samochodowym dnia 27 kwietnia 2011 roku w Brzozówce koło Torunia.